# 3L busz (Tatabánya)
A Tatabányai 3L jelzésű autóbusz a Kertváros, végállomás és a Bányász körtér között közlekedik. A vonalat a T-Busz Tatabányai Közlekedési Kft. üzemelteti.

## Története
Az előző menetrend módosításkor a közgyűlés a 3-as számú autóbuszjárat útvonalát módosította, onnantól kezdve a 3-as számú buszjárat betért a Kertvárosi lakótelep felé. Az üzemeltető jelezte a közgyűlés felé a betérés kihasználatlanságát, így a közgyűlés visszaállította a 3-as számú autóbuszjáratot az eredeti útvonalára, viszont csúcsidőben betér a Kertvárosi lakótelep felé, így segítve az iskolába, illetve munkahelyre jutást. Mivel a betérésről semmilyen jelzés nem értesítette az utasokat, így végül a 3L jelzést adták a járatnak, ezzel is egyértelművé téve, hogy mely járatok térnek be a Kertvárosi lakótelep felé. A 3-as buszcsaládon belül nemcsak a 3L tér be Kertvárosi lakótelep felé, hanem a 3G is.

## Útvonal
| Bányász körtér felé | Kertváros, végállomás felé |
| --- | --- |
| Kertváros, végállomás – Építők útja – Hadsereg utca – Szent György utca – Kertvárosi lakótelep, forduló – Szent György utca – Hadsereg utca – Gerecse utca – Lapatári utca – Rákóczi Ferenc út – Huba vezér utca – Komáromi utca – Fő tér – Mártírok útja – Táncsics Mihály út – Kormos út – Népház utca – Vértanúk tere – Népház utca – Semmelweis utca – dr. Mohi Rezső utca – Bányász körtér | Bányász körtér – dr. Mohi Rezső utca – Semmelweis utca – Népház utca – Vértanúk tere – Népház utca – Kormos út – Táncsics Mihály út – Mártírok útja – Fő tér – Komáromi utca – Töhötöm vezér utca – Győri út – Rákóczi Ferenc út – Lapatári utca – Gerecse utca – Hadsereg utca – Szent György utca – Kertvárosi lakótelep, forduló – Szent György utca – Hadsereg utca – Építők útja – Kertváros, végállomás |

## Megállóhelyei
| 0  | Kertváros, végállomás végállomás | 30 | 3, 3A, 3G, 4, 4E, 8, 8L, 8S, 9, 9D, 10, 18, 38, 38G, 52, 53, 53B, 54                                  |
| 1  | Kölcsey Ferenc utca              | 29 | 3, 3A, 3G, 4, 4E, 8, 8L, 8S, 9, 9D, 10, 18, 38, 38G, 52, 53, 53B, 54                                  |
| 2  | Bányász Művelődési Ház           | 28 | 3, 3A, 3G, 4, 4E, 8, 8L, 8S, 9, 9D, 10, 18, 38, 38G, 52, 53, 53B, 54                                  |
| 3  | Gerecse út                       | 27 | 3, 3A, 3G, 4, 4E, 8, 8L, 8S, 9, 9D, 10, 18, 38, 38G, 52, 53, 53B, 54                                  |
| 5  | Kertvárosi lakótelep, forduló    | 25 | 3G, 8L, 10, 18, 38, 38G                                                                               |
| 6  | Kertvárosi lakótelep             | 24 | 3G, 4, 4E, 8L, 9, 9D, 10, 18, 38, 38G, 52I, 53, 53B, 53I, 54, 59B                                     |
| 7  | Szent György utca                | 23 | 3G, 8L, 38, 38G, 52I, 53I, 59B                                                                        |
| ∫  | Lapatári út                      | 22 | 3, 3A, 3G, 8, 8L, 8S, 10, 18, 38, 38G, 52, 52I, 53, 53B, 53I, 59B                                     |
| 10 | Töhötöm vezér utca               | 19 | 2, 3, 3A, 3G, 5P, 10, 11, 15, 38, 38G, 53, 53B, 53I, 57                                               |
| 12 | Lehel tér                        | 18 | 2, 3, 3A, 3G, 38, 38G, 53, 53B, 53I, 57                                                               |
| 14 | Ond vezér utca                   | 16 | 2, 3, 3A, 3G, 38, 38G, 53, 53B, 53I, 57                                                               |
| 16 | Fő tér                           | 14 | 2, 3, 3A, 3G, 6, 9, 9D, 10, 16, 38, 38G, 53, 53B, 57, 59B, 59I, 70 8443                               |
| 18 | Mártírok útja                    | 12 | 2, 3, 3A, 3G, 6, 9, 9D, 10, 16, 38, 38G, 53, 53B, 57, 59B, 59I, 70 8443                               |
| 19 | Ifjúság út                       | 11 | 2, 3, 3A, 3G, 6, 9, 9D, 10, 16, 38, 38G, 52, 52I, 53, 53B, 57, 59B, 59I, 70 8443                      |
| 21 | József Atilla Művelődési Ház     | 9  | 3, 3A, 3G, 10, 52, 52I, 53, 53I, 70                                                                   |
| 22 | Táncsics Mihály út               | 8  | 3, 3G, 10, 52, 52I, 53, 53I                                                                           |
| 24 | Autópálya, elágazás              | 6  | 3, 3G, 10, 52, 52I, 53, 53I                                                                           |
| 25 | Hármashíd                        | 5  | 3, 3A, 3G, 8, 8L, 8S, 10, 18, 38, 38G, 53B 8406, 8410, 8421, 8422, 8423                               |
| 26 | Vértanúk tere                    | 4  | 3, 3A, 3G, 5, 5P, 8, 8L, 8S, 10, 18, 38, 38G, 53B, 59B 8406, 8410, 8421, 8422, 8423, 8435, 8437, 8471 |
| 27 | Népház                           | 3  | 3, 3A, 3G, 5, 5P, 8, 8L, 8S, 10, 18, 38, 38G, 53B, 59B                                                |
| 28 | Gőzfürdő                         | 2  | 1, 1G, 3, 3A, 3G, 4, 4E, 6, 8, 8L, 8S, 11, 16, 18, 38, 38G, 51, 51B, 53B 8435, 8436                   |
| 29 | Újtemető                         | 1  | 1, 1G, 3, 3A, 3G, 4, 4E, 6, 8, 8L, 8S, 11, 16, 18, 38, 38G, 51, 51B, 53B                              |
| 30 | Bányász körtér végállomás        | 0  | 1, 3, 3A, 3G, 4, 4E, 6, 8, 8L, 8S, 11, 16, 18, 36, 38, 38G, 51, 51B, 53B 8432, 8435, 8436, 8443       |

## Külső hivatkozások
- Vonaltérképek. T-Busz Tatabányai Közlekedési Kft.. (Hozzáférés: 2024. június 5.)